# Commodore Datasette

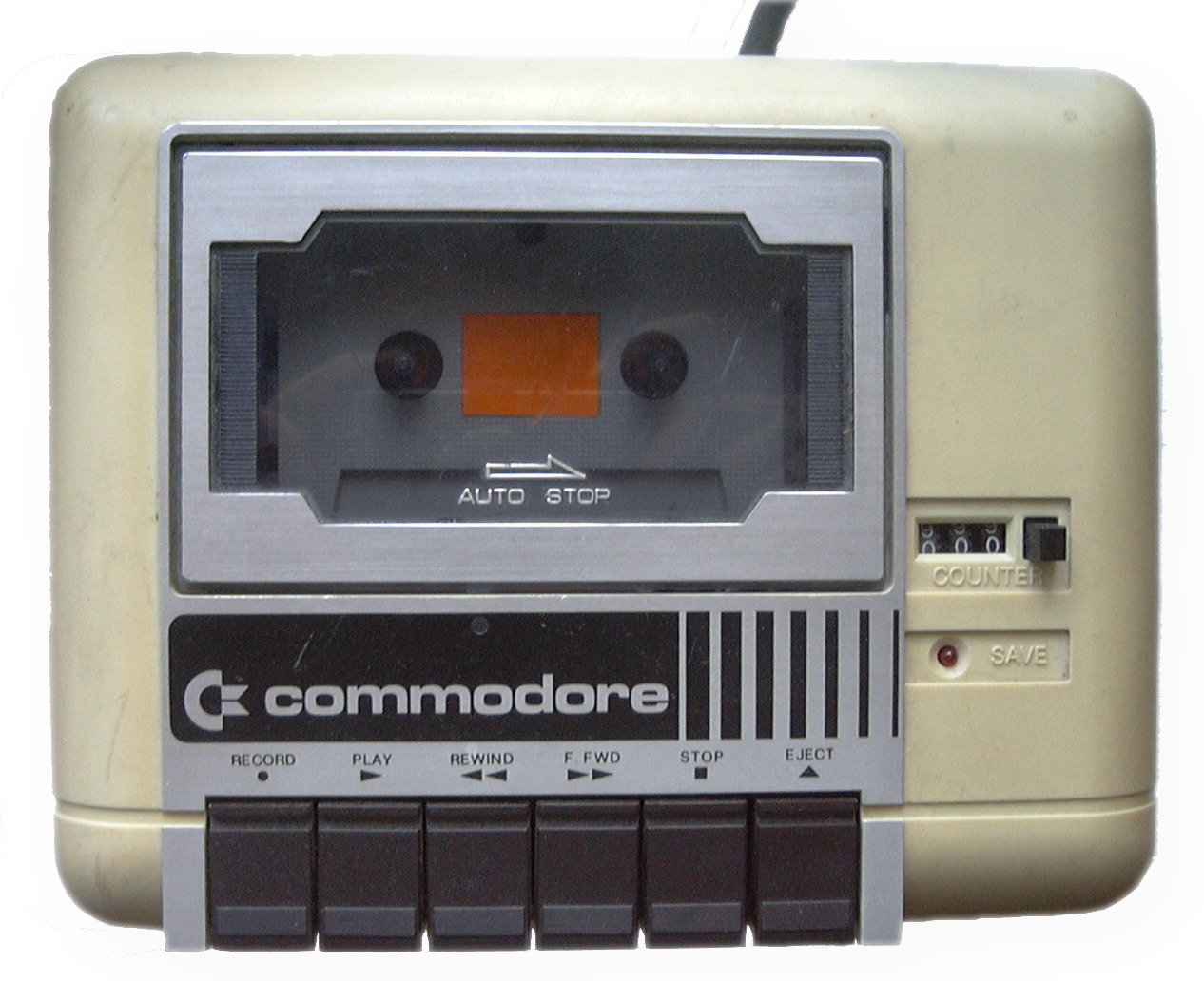
Datassette 1530, den vanligaste nyare modellen.

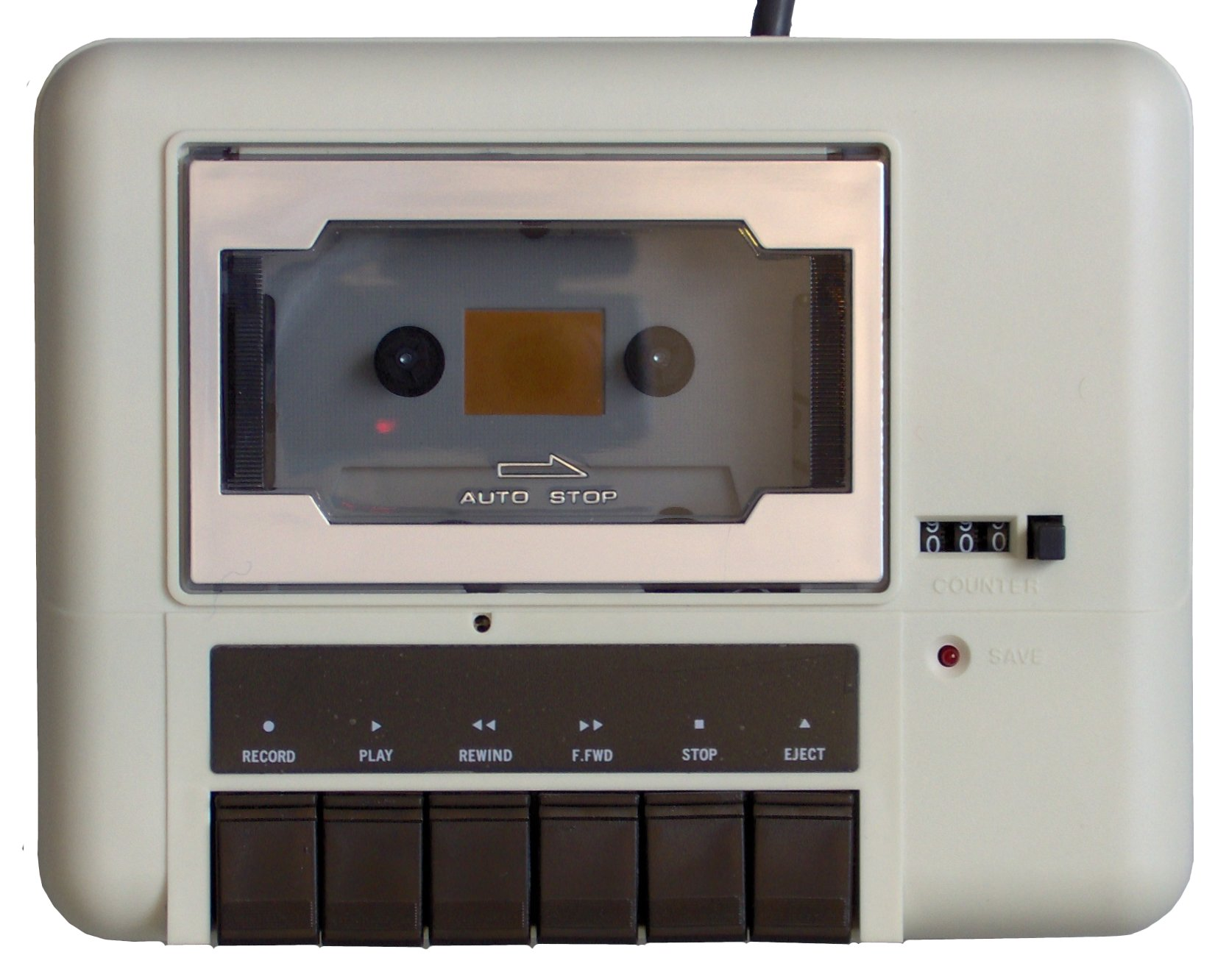
En av många kloner.

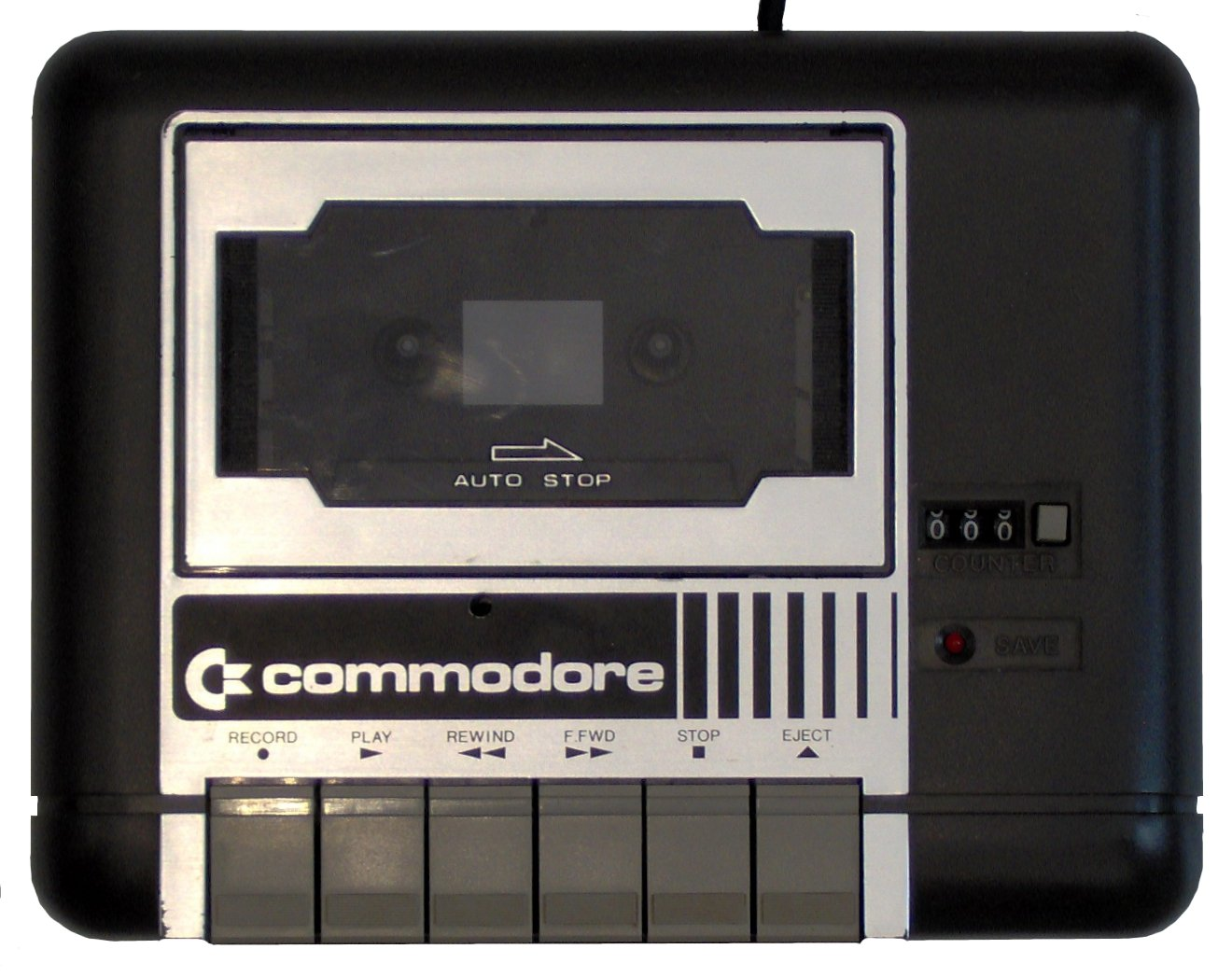
Datassette 1531.

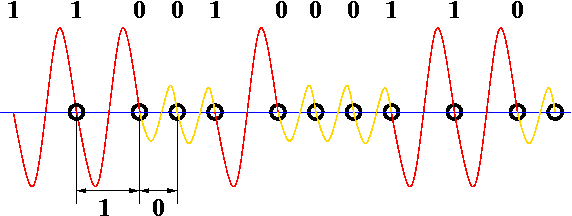
Bild av hur vågformen för när en 1531 sparar data ser ut.

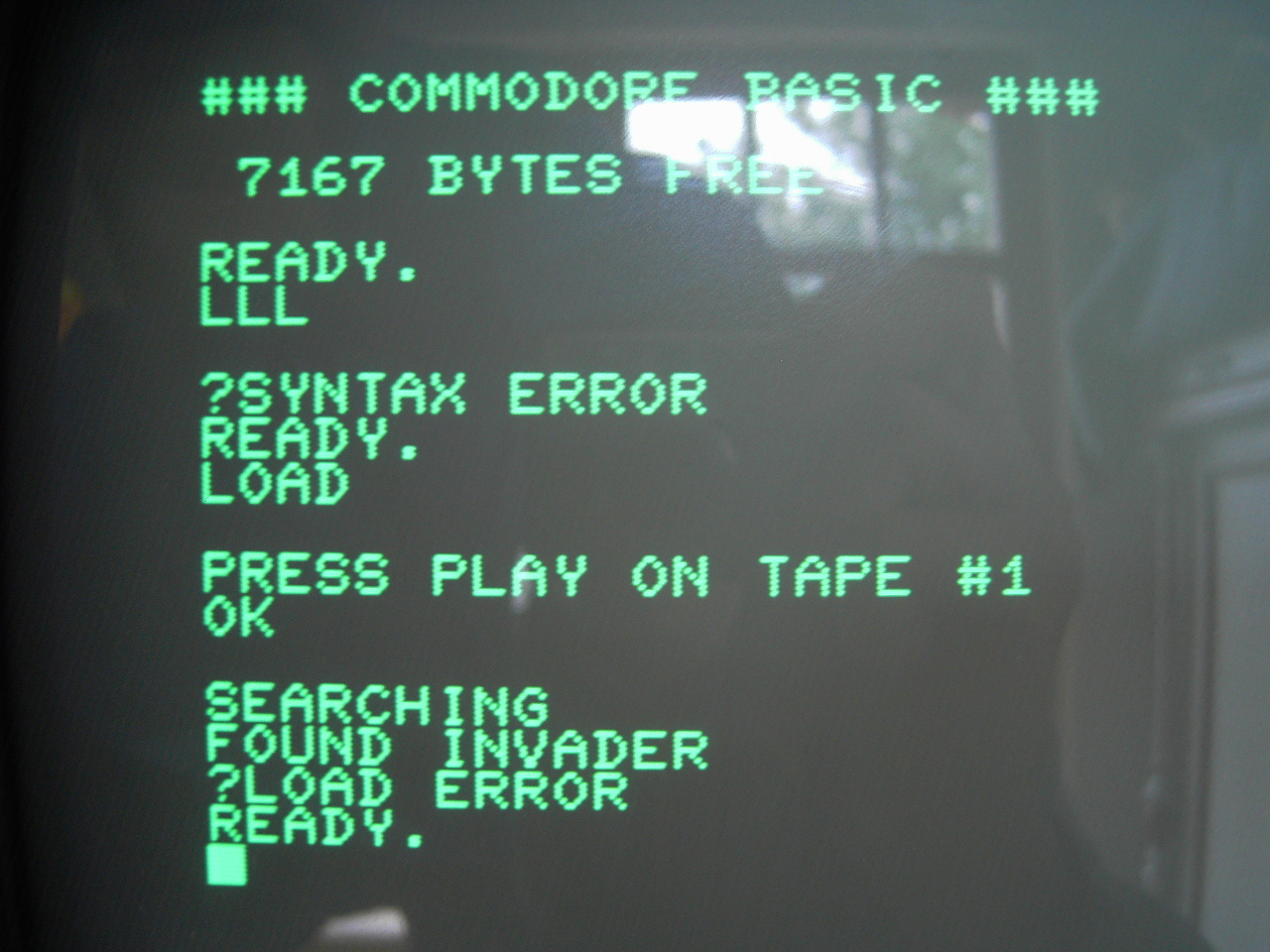
Datasettens laddningsprocess.

Commodore 1530 (C2N) Datasette (ett teleskopord av data och cassette), var Commodores bandspelare för datalagring.
Enheten gav möjligheten att använda ett billigt lagringsmedia (de vanligt förekommande kassettbanden) till Commodores 8-bitars hemdatorer, primärt PET, VIC-20 och C64. En tekniskt sett identisk modell, Commodore 1531, skapades för Commodore 16/116 och Plus/4. 1531 hade dock en annan färg och en annan anslutningskontakt.

## Beskrivning och historia

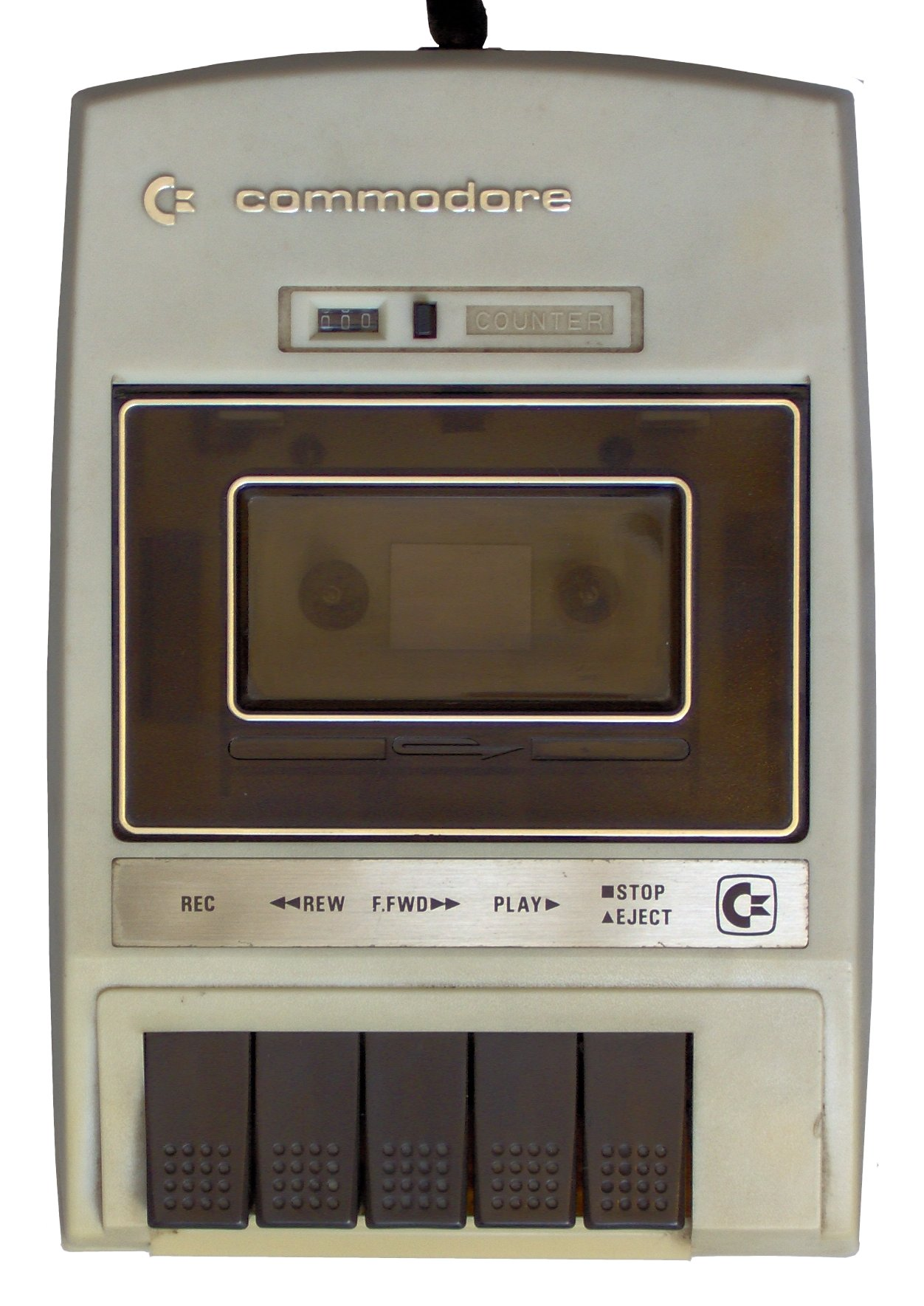
Originalmodellen

Datasetten innehåller en inbyggd analog-till-digital-omvandlare samt ljudfilter för att konvertera datorns digitala information till analogt ljud och vice versa (vilket liknar hur ett modem kommunicerar över en telefonlinje). Enheten kopplades till datorn via en speciell expansionsport (1530), eller via en Mini-DIN-kontakt (1531). Avsaknaden av inspelningsbara ljudsignaler via dessa gränssnitt gjorde Datasetten och dess kloner till de enda som gick att använda till Commodores datorer, fram till det att konverterare långt senare producerades, vilket gjorde att man kan använda vanliga bandspelare.
Det billiga och lättillgängliga kassettbandet gjorde Datasetten till ett lyckat val för den allt större budgetmedvetna hemdatormarknaden på 1980-talet. I de flesta områden i Europa var Datasetten den vanligaste lagringsenheten, även efter att diskettstationer blivit både mer tillgängliga och billiga. I USA blev diskettstationer emellertid snabbt standard även om de kostade cirka fem gånger mer än en Datasette.
Datasetten var relativt långsam med en överföringshastighet på ungefär 50 bytes per sekund, och diskettstationen 1541 var både mycket snabbare och mer tillförlitlig. Som svar på detta utvecklades det några år en så kallad turbo tape-mjukvara, vilket gav mycket snabbare kassettanvändning. Sådan mjukvara integrerades vanligen i kommersiellt förinspelad mjukvara (mestadels datorspel), samt även för att ladda och spara användarens egna program och data. Turboprogrammen var populärast i Europa eftersom USA sedan länge övergått till disketter.
Kassetter kunde spara ungefär 100 kilobyte per 30 minuterssida. Genom att använda sig av turbo tape och andra snabbladdare ökade lagringskapaciteten till 1000 kilobyte per 30 minuterssida.

## Gränssnitt
Datasetten (1530) har en kopplingskabel med en 2,54 mm bred mönsterkortskoppling mot datorn. Alla input/output-signaler är digitala, och all konvertering mellan digital till analog signal (och vice versa) sköts därför av Datasetten. Strömförsörjning sköts också via samma kabel. Ordningen på pinout är jord, +5V, motor, läs, skriv, tangentsensor. Tangentsensorn reagerar på signaler från play, tillbakaspolning samt snabbspolningsknapparna på Datasetten. 

## Fysisk kodning
För att spara (spela in) fysisk data så läses den analoga nollkorsningen mellan positiv och negativ ström. Perioden mellan dessa positiva och negativa skillnader jämförs sedan med en tröskel för att avgöra om perioden sedan den senaste korsningen är kort (0) eller lång (1). Notera den lägre amplituden för de kortare perioderna.
En krets i Datasetten gör om den analoga signalen till en logisk etta eller nolla som sedan skickas till datorn via kopplingskabeln. I datorn känner den första CIA (6526) när signalen går från noll till ett. Detta kallas trigger och orsakar en interrupt request. 
Inuti Datasetten blir läshuvudets signal matad till en operationsförstärkare vars utsignal är DC-filtrerad. Op-amp förstärker och matar ett RC-filter. Op-amp förstärker åter igen signalen följt av ett ytterligare DC-filter. Op-amp förstärker signalen till en klippt sinusvåg. De positiva och negativa op-amps kopplas till +5V DC och jord. Den klippta signalen passar därför till TTL:s elektriska nivåfönster för ett Schmittrigger-steg som i sin tur matar den digitala kassettporten.
På PAL-versionen av C64 är kornighetstiden 1.014 µs (NTSC 0.978 µs). För en 300 bit/s datahastighet betyder detta 3284 * 1.014 µs per databit.
När väl bitarna är redo att dekodas matas de till ett skiftregister och jämförs oavbrutet med en speciell bit-sekvens. Denna bitsekvens kan också ses som en byte. En matchande bitsekvens betyder att dataströmmen är bytesynkroniserad. Den första byten som jämförs kallas lead-in byte. Om den matchar jämförs den även med en.
Exempel: Turbo Tape 64 har en lead-in byte $02 (binärt 00000010), sync byte $09 (binärt 00001001) och följande synksekvens: $08, $07, $06, $05, $03, $02, $01.

## Modeller

### PET, VIC-20, C64/128
Det finns åtminstone fyra huvudmodeller av 1530/C2N Datasette:
- Den integrerade Datasetten i PET 2001: svart kassettlucka, fyra vita tangenter, ingen räknare, ingen SAVE-LED
- Svart skal, originalskal, svart kassettlucka, fem svarta tangenter, ingen räknare, ingen SAVE-LED. Även denna förekom i PET 2001.
- Vitt skal, originalskal, brun halvtransparent kassettlucka, fyra bruna tangenter, räknare, ingen SAVE-LED
- Vitt skal, ny modell, silverfärgad kassettlucka, sex svarta tangenter, räknare, röd SAVE-LED

De första två externa modellerna är skapade primärt för PET, och formgivna efter PET 2001:s inbyggda Datasette. Den sista är formgiven och marknadsförd för VIC-20 och C64. Samtliga 1530 var kompatibla med de ovan nämnda datorerna, liksom med C128.
Utöver detta kom vissa modeller med ett litet hål ovanför tangenterna som möjliggjorde finjustering av läshuvudets asimutposition. En liten skruvmejsel kunde därför användas för detta ändamål istället för att plocka isär enheten.
En besynnerlighet är att Datasetten vid olika tillfällen såldes både som C2N DATASETTE UNIT Model 1530 och 1530 DATASSETTE UNIT Model C2N. Notera skillnaden i stavning (en vs. två s) vilket framgick på originalboxarna.

### C16/116 och Plus/4
Den tekniskt sett identiska - men jämfört med 1530/C2N-modellerna olik avseende anslutningskontakten - är Commodore 1531 skapad för Commodore 16 och Plus/4 som hade mini-DIN-kontakt istället för kantkontakt.
- Svart plasthölje, nytt modellnummer, silverfärgad kassettlucka, sex ljusgråa tangenter, räknare, röd SAVE-LED

Med hjälp av en medföljande adapter, kunde 1531 även användas med en C64 eller C128.

## Välkända snabbladdare
- Turbo Tape 64

programmerad 1983 av Stephan Senz till Commodore 64. Senare släpptes mjukvaran för C16/116 och Plus/4. 1987 skrev Andreas Arens en utökad version, Turbo Plus, som lade till ett par extra kommandon i Basic, rättade till några buggar i operativsystemet m.m.
- V4 Turbo Tape
- Turbo Tape 61K
- Flashload
- SuperTape D2
- MultiTape I
- Hypratape 64
- ABC-Turbo V2.0
- The Final Cartridge II och The Final Cartridge III har också snabbladdningsfunktion.